# Liste der Kulturdenkmäler in Mittelbach-Hengstbach
In der Liste der Kulturdenkmäler in Mittelbach-Hengstbach sind alle Kulturdenkmäler im Stadtteil Mittelbach-Hengstbach der rheinland-pfälzischen Stadt Zweibrücken aufgeführt. Grundlage ist die Denkmalliste des Landes Rheinland-Pfalz (Stand: 14. März 2023).

## Denkmalzonen
| Bezeichnung                        | Lage                               | Baujahr | Beschreibung                                                        | Bild |
| ---------------------------------- | ---------------------------------- | ------- | ------------------------------------------------------------------- | ---- |
| Denkmalzone Wahlerhof mit Friedhof | Hengstbach, südlich des Ortes Lage | 1814    | Hofanlage; Quereinhaus, bezeichnet 1814, jüngere Wirtschaftsgebäude | BW   |

## Einzeldenkmäler
| Bezeichnung         | Lage                                               | Baujahr                            | Beschreibung                                                                         | Bild                           |
| ------------------- | -------------------------------------------------- | ---------------------------------- | ------------------------------------------------------------------------------------ | ------------------------------ |
| Schulhaus           | Mittelbach, Altheimer Straße 62 Lage               | zweite Hälfte des 19. Jahrhunderts | ehemaliges Schulhaus; Walmdachbau, 5 zu 3 Achsen, zweite Hälfte des 19. Jahrhunderts | Fotos hochladen                |
| Evangelische Kirche | Mittelbach, An der Kirche 1 Lage                   | 1953/54                            | vierachsiger Saalbau, 1953/54, Architekt Hans Georg Fiebiger, Kaiserslautern         | weitere Bilder Fotos hochladen |
| Kriegerdenkmal      | Mittelbach, Lindenhofstraße, auf dem Friedhof Lage | 1936                               | Kriegerdenkmal 1914/18, Bildhauer Ludwig Rech, Zweibrücken, bezeichnet 1936          | BW                             |